# Brawbaw
Brawbaw is een dialect van het Thao, een Paiwanische taal gesproken in het centrum van Taiwan. Het Brawbaw is waarschijnlijk genoemd naar Barawbaw, de Thao naam voor Sun Moon Village, het dorp aan Sun Moon Lake waar Thao wordt gesproken.

## Classificatie
- Austronesische talen
  - Formosaanse talen
    - Paiwanische talen
      - Thao
        - Brawbaw

Brawbaw · Shtafari